# Pampa Passage
Pampa Passage är ett sund i Antarktis. Den ligger i Västantarktis. Argentina, Chile och Storbritannien gör anspråk på området.
Det alternativa namnet Bahía Court, som är givet av myndigheterna i Chile, antyder att det skulle vara en havsvik. Namnet Pampa Passage är emellertid vedertaget på andra språkversioner av Wikipedia.